# Alexander Waibl

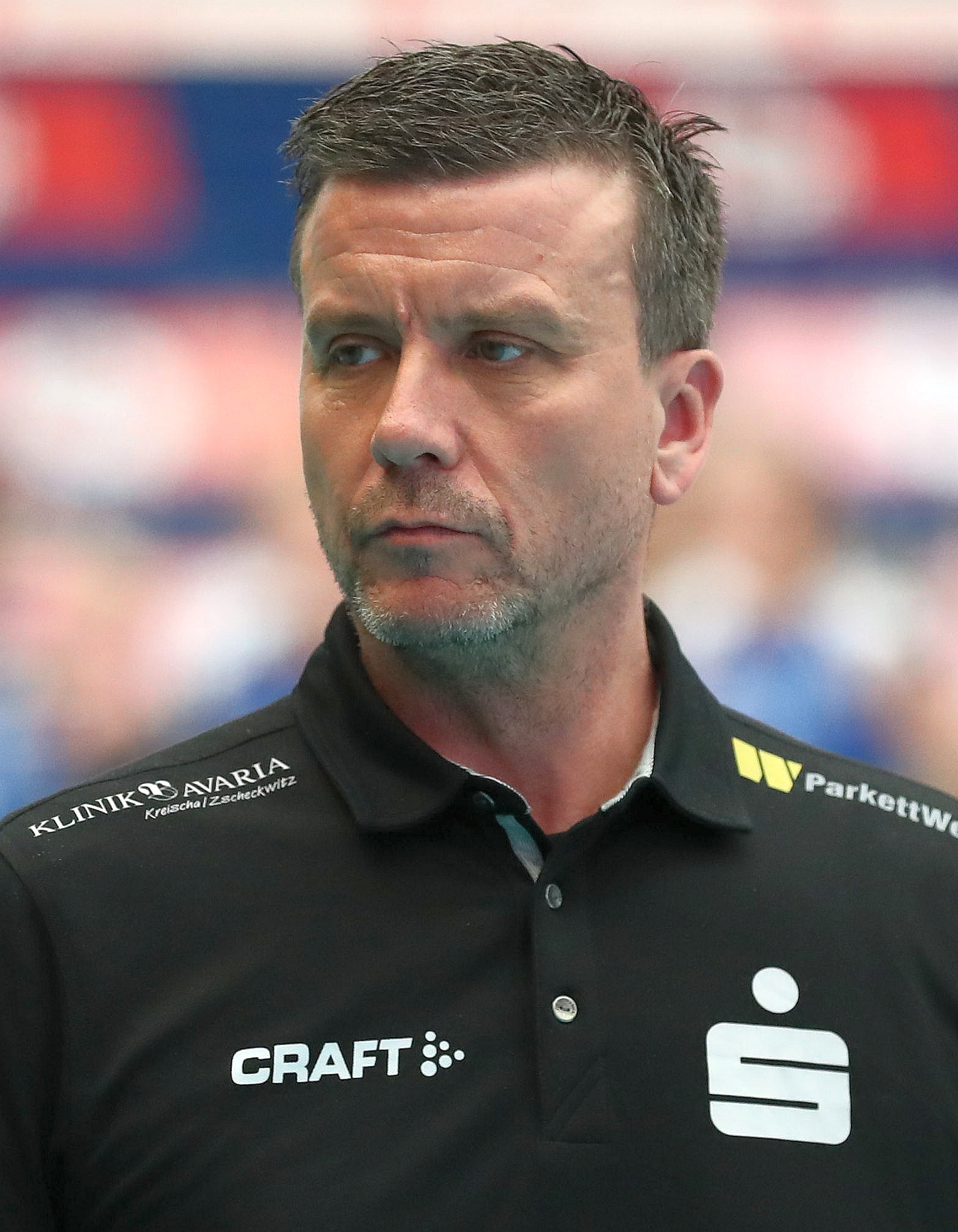
Alexander Waibl (2021)

Alexander Waibl (* 20. März 1968 in Stuttgart) ist ein deutscher Volleyballtrainer.

## Karriere
Alexander Waibl war Volleyballtrainer beim TSV Bernhausen in Filderstadt und beim TSV Georgii-Allianz Stuttgart, bevor er 2007 Trainer der Zweitliga-Frauenmannschaft vom VC Stuttgart wurde. Gleich 2008 gelang ihm der Aufstieg in die 1. Bundesliga. Seit 2009 ist Alexander Waibl Cheftrainer der Bundesligamannschaft vom Dresdner SC, mit der ihm 2010 der DVV-Pokalsieg und der Gewinn des Challenge Cups gelang. Nach drei Vizemeisterschaften 2011, 2012 und 2013 führte Waibl die Dresdnerinnen 2014, 2015, 2016 und 2021 jeweils zur Deutschen Meisterschaft. Im Jahr 2016 konnte er zudem gemeinsam mit seiner Mannschaft den DVV-Pokal gewinnen und somit das Double. 2016 war Waibl für fünf Monate zusätzlich Trainer der tschechischen Frauen-Nationalmannschaft. Sowohl 2018 als auch 2020 konnte er als Trainer vom Dresdner SC erneut den DVV-Pokal gewinnen. Von 2020 bis 2021 war Waibl zusätzlich Trainer der U23-Frauen-Nationalmannschaft.
2024 übernahm Waibl zusätzlich die deutsche Frauen-Nationalmannschaft und betreute diese im Vorfeld der Olympischen Spiele in Paris, wofür die Qualifikation letztlich nicht gelang. Sein im September 2024 auslaufender Vertrag bei der Nationalmannschaft wurde nicht verlängert.

## Privates
Waibl lebt in Dresden und ist seit 2014 mit der Ex-Spielerin des Dresdner SC, Stefanie Karg, liiert und seit 5. September 2015 standesamtlich sowie seit August 2017 auch kirchlich verheiratet. Sie haben zwei gemeinsame Kinder.